# Ornithodoros hermsi
Ornithodoros hermsi (лат.) — вид клещей из семейства аргасовых (Argasidae). Является переносчиком спирохеты Borrelia hermsii.

## Описание
Это один из мельчайших клещей из рода Ornithodoros. Самки крупнее самцов.
Как и все клещи, проходит стадии яйца, личинки, нимфы и взрослой особи. Имеет 2 личиночные стадии и 3 стадии нимфы.

## Распространение
Клещ распространен в северо-западной части США и в Британской Колумбии в Канаде. Встречаются в лесах и горной местности.